# 布拉克系
布拉克系是物理學上氫原子的電子從主量子數n大於等於5躍遷至 n = 4的一系列光譜線。這些系列以希臘字母依序標示：n = 5躍遷至n = 4 稱為布拉克-α，6躍遷至4稱為布拉克-β，7躍遷至4稱為布拉克-γ，依此類推。這個序列是以在1922年最早觀測的美國物理學家布拉克的名字命名的。
這些譜線在氫原子的電子躍遷從高能量降至主量子數n等於4的能階時，是發射譜線，而當從n等於4躍遷至高能階時會造成吸收譜線。這些譜線都是紅外線的電磁波頻譜，波長從4.05微米( 布拉克-α)至1.46微米(系列的極限)。
| {\displaystyle n} | 5      | 6      | 7      | 8      | 9      | {\displaystyle \infty } |
| 波長(nm)          | 4052.5 | 2625.9 | 2166.1 | 1945.1 | 1818.1 | 1458.0                  |

## 外部連結
- Brackett series (animation) （页面存档备份，存于）
- Brackett series （页面存档备份，存于）